# Blain (Loire-Atlantique)
Blain é uma comuna francesa na região administrativa do País do Loire, no departamento de Loire-Atlantique. Estende-se por uma área de 101.72 km². Em 2010 a comuna tinha 10 045 habitantes (densidade: 98,8 hab./km²).